# Cannelle
Pour les articles homonymes, voir Cannelle (homonymie) et Cannelier.
 (octobre 2008).
Si vous disposez d'ouvrages ou d'articles de référence ou si vous connaissez des sites web de qualité traitant du thème abordé ici, merci de compléter l'article en donnant les références utiles à sa vérifiabilité et en les liant à la section « Notes et références ».
 (septembre 2020).
Améliorez-le ou discutez des points à vérifier. 
La cannelle est une épice constituée de l'écorce intérieure de certains arbres (les canneliers) de la famille des Lauracées. Toutes les parties de la plante étant aromatiques, l'épice englobe également les fleurs, les fruits et les déchets (appelés chips) de l'arbre, qu'ils soient entiers, écrasés ou moulus.
La plus connue et la meilleure des cannelles est celle issue du Cannelier de Ceylan (Cinnamomum verum), mais il en existe beaucoup d'autres, dont la cannelle de Chine, ou casse, qui est la plus ancienne répertoriée.

## Types
| Nom botanique                                  | Nom normalisé                                         | Autres appellations rencontrées                                                   |
| ---------------------------------------------- | ----------------------------------------------------- | --------------------------------------------------------------------------------- |
| Cinnamomum verum (syn. Cinnamomum zeylanicum)  | Cannelle type Sri Lanka, Seychelles, Madagascar, Inde | Cannelle de Ceylan, cinnamome, cannelle fine, cannelle commune, laurier des Indes |
| Cinnamomum aromaticum (syn. Cinnamomum cassia) | Cannelle type Chine                                   | Cannelle de Chine, casse, cassia, canéfice, fausse cannelle, bois de casse        |
| Cinnamomum burmanni                            | Cannelle type Indonésie (Padang, Java)                | Cannelle de Padang, korintje                                                      |
| Cinnamomum loureiroi                           | Cannelle type Viêt-Nam                                | Cannelle de Saigon, cannelle du Vietnam                                           |
| Cinnamomum tamala                              | Cannelle type Inde                                    | Cannelle de Malabar                                                               |
| Cinnamomum obtusifolium                        | -                                                     | Cannelle d'Annam                                                                  |
| Cinnamomum culilawan                           | -                                                     | Cannelle de Sumatra                                                               |

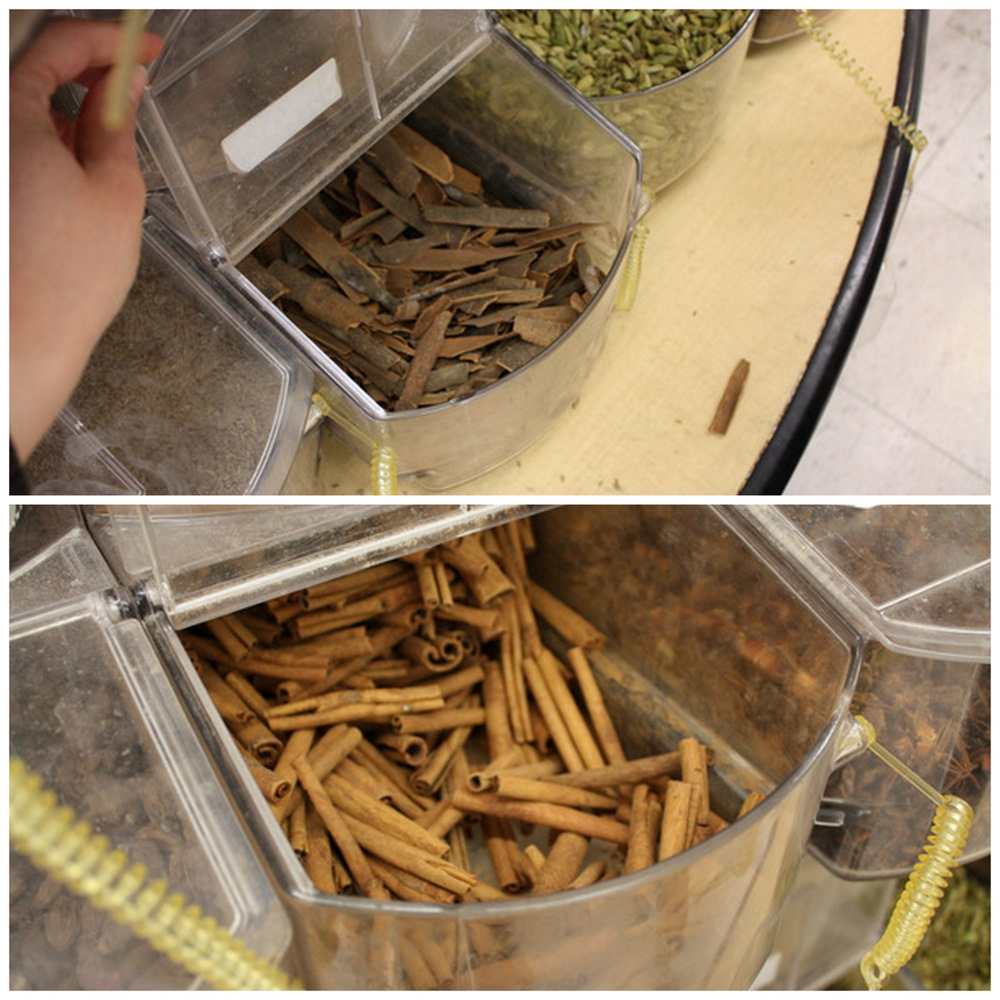
Casse, en haut, et Cannelle de Ceylan, en bas.

Il existe encore d'autres épices appelées « cannelle » qui proviennent de plantes d'autres genres et familles :
- Cannelle de girofle (Dicypellium caryophyllatum), Lauraceae ;
- Cannelle de Magellan (Drimys winteri), Winteraceae.

## Utilisation

### Embaumement

Cannelle de Ceylan (cinnamomum verum) à gauche, cannelle d’Indonésie (cinnamomum burmannii) à droite ; une règle graduée en millimètres matérialise le diamètre des bâtons.

La cannelle est connue depuis l'Antiquité et elle était utilisée par les anciens Égyptiens dans le processus de l'embaumement. Hérodote la mentionne dans un de ses livres ; les médecins arabo-musulmans et d'autres auteurs classiques y font référence. (à vérifier)

### Utilisation culinaire
L'arbre est cultivé un peu partout dans le monde, mais l'essentiel des productions de qualité provient du Sri Lanka, des Seychelles et de Madagascar. La cannelle est de couleur brun jaune pâle avec une odeur fortement parfumée et un goût aromatique doux et chaud. Sa saveur est due aux composés odorants et sapides qu'elle contient. Ces composés sont présents dans l'huile essentielle, elle aussi commercialisée, que l'on prépare en martelant rudement l'écorce, en la laissant macérer dans l'eau de mer, puis en distillant le tout. Elle devient alors couleur jaune or, avec l'odeur particulière de la cannelle et son goût puissant.
On trouve la cannelle dans de nombreuses préparations, allant du Moyen Âge à nos jours. Cependant l'arrivée de celle-ci en France n'aurait eu lieu qu'en 1220, mais à l'heure actuelle[Quand ?], les historiens sont encore divisés à ce sujet. On peut retrouver cette épice dans le fameux hypocras, une boisson médiévale parmi d'autres, ou dans le brouet de cannelle, un bouillon cuisiné au Moyen Âge.
La première synthèse d'arôme artificiel de cannelle a été réalisée en 1856 par Luigi Chiozza.
La cannelle est principalement utilisée en cuisine comme condiment et substance aromatique, en association avec la prune, dans la préparation de chocolats et de liqueurs, mais aussi dans la cuisine indienne et orientale. Elle est couramment utilisée aux États-Unis et au Canada dans la préparation de la tarte aux pommes et autres plats sucrés aux pommes (par exemple, « Pommes et cannelle » est une saveur courante parmi les marques de céréales sucrées) et dans certaines pâtisseries portugaises comme les fameux Pastéis de nata.

### Utilisation médicinale
Wikipédia ne donne pas d'avis médical : seul un professionnel (médecin, pharmacien, etc.) est habilité à le faire.

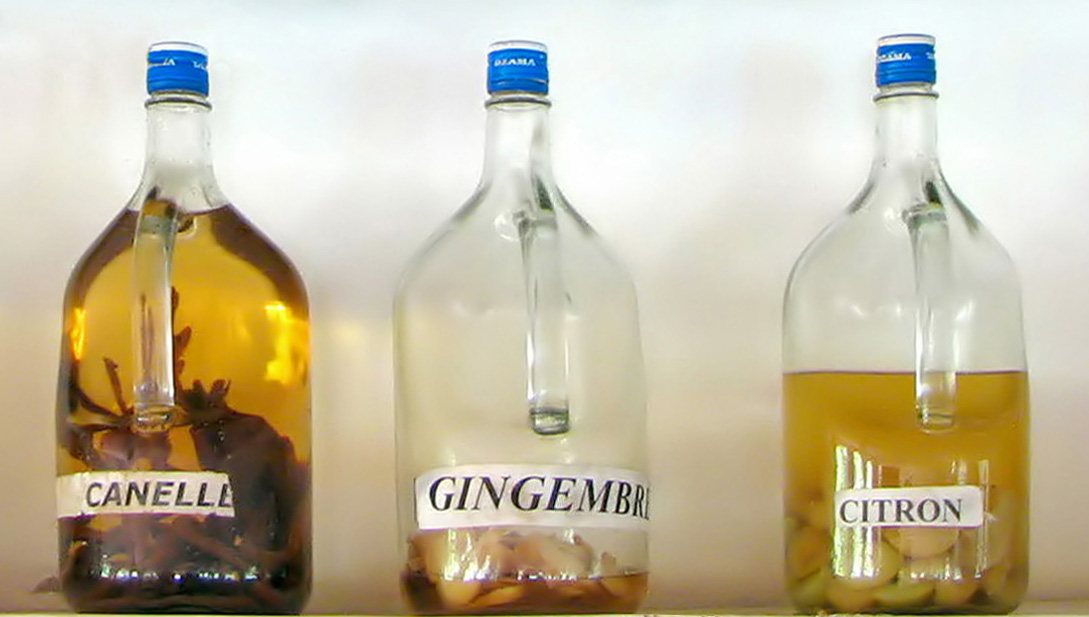
Rhum arrangé à la cannelle, Madagascar.

La cannelle est utilisée par l'industrie pharmaceutique.
L'huile essentielle de cannelle est composée de 65-90 % d'aldéhyde cinnamique, quatre à douze % de phénols (surtout eugénol) et les composés suivants : camphre, béta-caryophyllène, benzaldéhyde, cuminaldéhyde, cinéol, phellandrène, etc. Cette huile essentielle est à utiliser avec précaution car elle peut être dermocaustique. Il faut environ 1 tonne d'écorce pour produire 3 à 5 kg d'huile essentielle.
La poudre de cannelle est une source importante de tanins concentrés. Elle contiendrait jusqu'à 8,1 g de proanthocyanidols (monomères y compris) pour 100 g de poudre sèche (mais les auteurs ne précisent pas de quelle cannelle il s'agit).
Elle est censée stimuler la digestion et la respiration, être antiseptique, antifongique, vermifuge ; elle est parfois indiquée dans l'atonie et les spasmes gastro-intestinaux, l'asthénie grippale (J. Valnet).
Selon une revue systématique et une méta-analyse, la cannelle améliore le profil glycémique et lipidique et réduit l'IMC, en particulier chez les patients diabétiques de type 2 qui reçoivent une supplémentation sous forme de gélules et à une dose ≤2 g/jour.
Deux études récentes ont en revanche mis en évidence que la cannelle pourrait avoir des vertus anti-hypertension et pourrait ralentir la vidange gastrique.

## Toxicité
La cannelle de Ceylan, comme la cannelle de Chine ou casse, contient de la coumarine, mais en quantité plus faible. La dose journalière tolérable (DJT) fixée par l'EFSA est de 0,1 mg de coumarine par kg de masse corporelle.
La coumarine, un composé susceptible de causer, chez les personnes sensibles, des dommages au foie et une inflammation (la DL50 est de 0,196 g/kg chez la souris) est présente dans de nombreuses épices ainsi que dans la casse  dite fausse cannelle et à des concentrations variables dans les extraits de divers canneliers utilisés alternativement à la cannelle vraie de Ceylan. Une étude américaine et saoudienne de 2013 confirme ces résultats. Les quantités de coumarine sont toutefois beaucoup plus faibles dans la cannelle du Sri Lanka, contrairement à la casse (ou cannelle de Chine), qui en contient beaucoup plus. La vraie cannelle est chère, donc souvent remplacée dans les pâtisseries et sodas industriels par de la casse, qui contient 63 fois plus de coumarine. Le consommateur doit donc faire la différence entre la « bonne » et la « mauvaise » cannelle, ce qui est difficile quand il l'achète en poudre. Par contre, en bâtons, la casse, ou cannelle de Chine est  souvent brune et formée d'une seule grosse couche d'écorce enroulée, mais il faut se méfier car l'écorce d'autres canneliers peut également ressembler partiellement à la casse, comme l'écorce de cinnamomum burmannii dite  cannelle de Malaisie, d'Indonésie  ou de Padang (voir photo comparative avec cinnamomum verum).
| Comparaison de la cannelle de Ceylan et de la cannelle de Chine | Comparaison de la cannelle de Ceylan et de la cannelle de Chine | Comparaison de la cannelle de Ceylan et de la cannelle de Chine |
|                                                                 | Cinnamomum verum                                                | Cinnamomum cassia                                               |
| --------------------------------------------------------------- | --------------------------------------------------------------- | --------------------------------------------------------------- |
| Milligrammes de coumarine par gramme de cannelle                | moins de 0,10 mg/g                                              | 0,10 mg – 12,18 mg/g                                            |
| DJT de cannelle pour une masse corporelle de 50 kg              | plus de 50 g                                                    | 0,4 g – 50 g                                                    |

## Production

### Culture

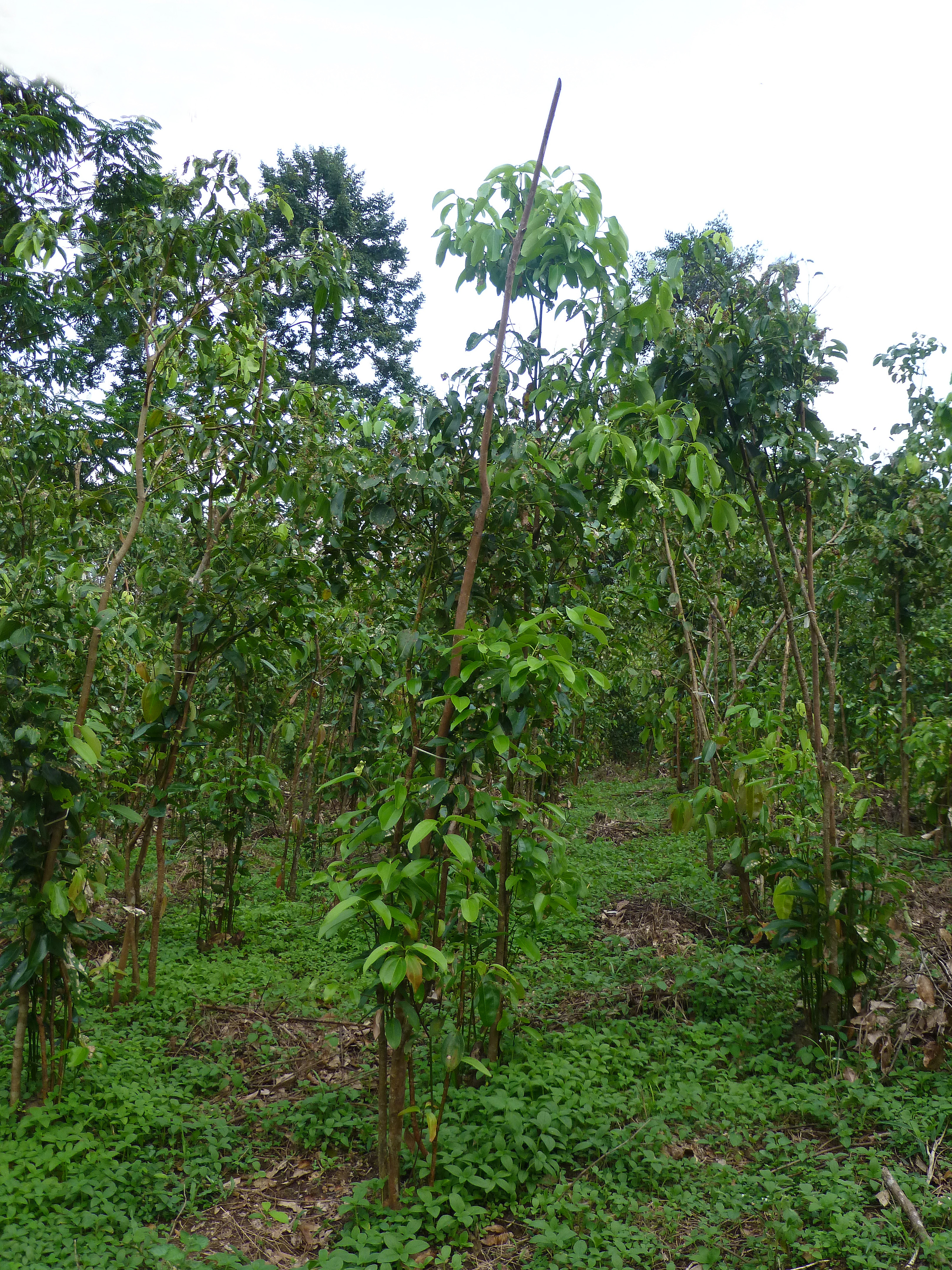
Cannelier de Ceylan au Sri Lanka (province du Sud).

Cet arbre pousse dans les forêts sauvages où il peut atteindre 15 mètres de hauteur. Son écorce est très mince. Le cannelier est aussi cultivé en Inde, à Java, à l'île Maurice, aux Seychelles, à Madagascar, aux Antilles françaises et au Brésil. La récolte se fait tôt le matin, généralement au printemps, les jours de pluie.

### Statistiques
| Pays producteur      | Production en tonnes | Pourcentage de la production mondiale |
| -------------------- | -------------------- | ------------------------------------- |
| Chine                | 96 554,06            | 42,58 %                               |
| Indonésie            | 56 664,13            | 24,99 %                               |
| Viêt Nam             | 45 680,27            | 20,15 %                               |
| Sri Lanka            | 23 729,80            | 10,47 %                               |
| Madagascar           | 3 778,71             | 1,66 %                                |
| Timor oriental       | 122,30               | 0,05 %                                |
| Grenade              | 84,56                | 0,04 %                                |
| Sao Tomé-et-Principe | 57,47                | 0,03 %                                |
| Dominique            | 56,76                | 0,02 %                                |
| Seychelles           | 24,75                | 0,01 %                                |
| Monde                | 226 752,81           | 100,00 %                              |

## Commerce
En 2014, la France est nette importatrice de cannelle, d'après les douanes françaises. Le prix à la tonne à l'import varie selon la qualité et la présentation : environ 2 300 € pour l'espèce Cinnamomum verum entière, et de 300 à 400 euros pour les écorces et fleurs pulvérisées en 2014.